# Dongfeng Shuiku (reservoar i Kina, Heilongjiang, lat 48,98, long 126,07)
Dongfeng Shuiku (kinesiska: 东风水库) är en reservoar i Kina. Den ligger i provinsen Heilongjiang, i den nordöstra delen av landet, omkring 360 kilometer norr om provinshuvudstaden Harbin. Dongfeng Shuiku ligger 289 meter över havet. Arean är 6,0 kvadratkilometer. Trakten runt Dongfeng Shuiku består till största delen av jordbruksmark. Den sträcker sig 5,8 kilometer i nord-sydlig riktning, och 4,0 kilometer i öst-västlig riktning.
Genomsnittlig årsnederbörd är 882 millimeter. Den regnigaste månaden är juli, med i genomsnitt 264 mm nederbörd, och den torraste är februari, med 8 mm nederbörd.